# Sangre que divide
Sangre que divide es el cuarto episodio de la serie mexicana Gritos de muerte y libertad.

## Sinopsis
Juan Antonio Riaño y otros notables de Guanajuato planean esconderse en la Alhóndiga de Granaditas al enterarse de la inminente llegada de las huestes de Hidalgo (que ahora sumaban más de 20 mil hombres). Poco antes de la llegada de los insurgentes, Riaño y el párroco de la ciudad acuden a la casa de la Familia Alamán, con la esperanza de convencer al jefe de la casa, el joven abogado Lucas Alamán, de refugiarse con los demás en la Alhóndiga. Pese a las suplicas de estos dos hombres, así como de la propia madre de Alamán, Lucas decide que su familia y él permanecerán en su casa. Junto con los Alamán, se encuentran refugiados la criada de la casa, su hija y un criado de nombre José. Con puertas y ventanas cerradas, los Alamán se quedan expectantes ante el inevitable embate de los furiosos ejércitos insurgentes.
Mientras tanto en la Alhóndiga, el pánico se siente a flor de piel. Riaño es incapaz de lograr que los refugiados conserven la calma y apenas es capaz de formar un cuerpo de soldados que se encargará de defender el edificio ante las hordas de indios y mestizos del cura. Finalmente, las tropas insurgentes llegan a la ciudad provocando que se desate el caos y el pánico general. En todas las calles se oyen gritos de gente que muere a manos del populacho insurgente y se escuchan vidrios rompiéndose como señal de que varios se habían entregado al saqueo de las casas abandonadas. Adentro, los Alamán oyen expectantes como Guanajuato es asaltada por los insurrectos, al tiempo que Lucas le ordena a José que selle bien las puertas y ventanas.
Mientras tanto, en la Alhóndiga de Granaditas, los pocos efectivos que se encuentran en el edificio no son suficientes para contener a los insurgentes y en pocos instantes, los rebeldes consiguen derribar las puertas de la Alhóndiga. Una vez dentro, los soldados no muestran piedad con nadie y comienzan a matar a cuanta persona se encuentra allí. Riaño y su mujer observan impotentes la masacre y antes de poder hacer algo, unos guardias de parte del ejército de Hidalgo llegan con el intendente; a quién separan cruelmente de su esposa para luego matarlo ante sus ojos.
El criado de los Alamán, José, no puede aguantarlo más y le pide permiso a Lucas a salir a luchar contra los que están saqueando la ciudad. Lucas le persuade de ir donde el cura Hidalgo para pedirle protección y permite a su criado salir a la calle. Al poco rato, José consigue llegar donde el párroco de Dolores y solicita una entrevista con él. Hidalgo lo recibe de buen gusto; sin embargo, no le da la oportunidad de explicarle la situación de sus patrones. En vez de eso, Hidalgo le otorga una estampa de la Virgen de Guadalupe y lo recibe como un miembro más de su ejército de insurrectos para no volverse a saber más de él.
Las horas dan paso a la noche y sin embargo, el saqueo de la ciudad se sigue desarrollando sin freno. Lucas y su familia no han sabido nada de José y comienzan a temer lo peor. En ese momento, se oye que alguien toca a la puerta de la casa de los Alamán. Para sorpresa de la familia, se trata del sacerdote que se encontraba con Riaño horas antes. Está herido y apenas puede tenerse en pie. Luego de recostarlo en un sillón y estabilizarlo, este les cuenta los terribles sucesos de la Alhóndiga: los rebeldes no perdonaron a nadie y apenas el hombre pudo escapar con vida.
A estas alturas, Lucas está convencido de que quizás ya no vuelvan a ver a José y resuelve ir con su madre a entrevistarse con Hidalgo para pedirle protección. Después de sortear varios obstáculos, consiguen llegar a los cuarteles del párroco para luego contarles su situación y pedirle auxilio. Éste, en memoria de la amistad que conservó con el difunto padre del joven Alamán, les entrega a un guardia para protegerles. Durante la entrevista, el muchacho cuestiona al cura sobre el porqué del saqueo de la ciudad, a lo que Hidalgo les da como respuesta que todo ello es con el fin de la Independencia y el arrebatarles el gobierno a los "gachupines", a lo que la madre de este responde mientras mira con recelo a un indio insurgente: "Quitarles el gobierno a los españoles... ¿Para dárselo a quién?".
La violenta toma de la alhóndiga marcó el futuro del movimiento insurgente. Para Allende fue inaceptable el desorden y la violencia con la que se habían conducido los seguidores de Hidalgo; incluso el propio cura quedaría marcado por la violencia exhibida. El temor a una toma igualmente violenta de la Ciudad de México probablemente influyó en su decisión de emprender la retirada una vez lograda la victoria en el Monte de las Cruces. Ya encerrado y condenado a muerte, Hidalgo revivirá con arrepentimiento los actos que atestiguo durante la toma de Guanajuato.

## Personajes
Personaje(s) clave: Lucas Alamán  y Miguel Hidalgo

Otros personajes: 

Juan Antonio Riaño 

Ignacio Allende 

Juan Aldama 

Doña Ignacia, Viuda de Alamán